# Оганов, Эрик Петрович
Э́рик Петро́вич Ога́нов (1978, Грозный) — российский боец смешанного стиля, представитель полусредней весовой категории. Серебряный призёр чемпионата России по армейскому рукопашному бою, мастер спорта по АРБ, чемпион России по панкратиону, обладатель Кубка России по панкратиону. Начиная с 2000 года выступает в ММА на профессиональном уровне, известен по участию в турнирах таких бойцовских организаций, как M-1 Global, IAFC, Bodog Fight, Ring of Combat, победитель командного чемпионата мира M-1. Также является спортивным функционером, президент Северо-Кавказской федерации смешанных единоборств.

## Биография
Эрик Оганов родился в 1978 году в городе Грозный Чеченской Республики, по происхождению является армянином. Впервые заинтересовался спортом на уроках физкультуры в грозненской средней школе, занимался вольной борьбой в местной секции. Позже переехал на постоянное жительство в Кисловодск и вскоре был призван в армию — проходил службу в спортроте 242-го учебного центра подготовки младших специалистов ВДВ, в течение двух лет службы активно участвовал в различных ведомственных соревнованиях вооружённых сил по армейскому рукопашному бою, состоял в сборной команде дивизии. Является серебряным призёром чемпионата России по АРБ, мастер спорта.
Вернувшись из армии, занимался панкратионом, тренируясь у Михаила Аветисяна. В 2000 году стал чемпионом России по панкратиону, в 2002 году завоевал Кубок России по панкратиону, в 2004 году победил на Кубке Северного Кавказа по панкратиону. На тренировочных сборах в Кисловодске познакомился с Фёдором Емельяненко и был приглашён в его команду Red Devil Fighting Team (позже переименованную в «Клуб имени Святого Александра Невского (ОЭМК)»), где проходил подготовку под руководством тренеров Владимира Воронова и Александра Мичкова.
Начиная с 2005 года, помимо прочего, Оганов выступал в крупной бойцовской организации M-1 Global. Встречался здесь, в частности, с представителем Голландии Гегардом Мусаси и проиграл ему удушающим приёмом сзади. Представлял сборную России в матчевых встречах со сборными Франции, США, Южной Кореи, Великобритании, Бразилии. В начале 2009 года в составе команды Red Devil одержал победу на командном чемпионате мира М-1, победив в финале сборную Нидерландов. В период 2010—2011 годов провёл три боя в известном американском промоушене Ring of Combat. В настоящее время продолжает периодически участвовать в боях, преимущественно в малоизвестных российских организациях.
Владеет собственной строительной фирмой. Является президентом Северо-Кавказской федерации смешанных единоборств. Имеет высшее образование, в 2010 году окончил Ростовский государственный университет, где обучался на юридическом факультете.

## Статистика в профессиональном ММА
| Боёв 36  | Побед 23 | Поражений 13 |
| -------- | -------- | ------------ |
| Нокаутом | 6        | 3            |
| Сдачей   | 11       | 6            |
| Решением | 6        | 4            |

| Результат    | Рекорд    | Соперник             | Способ                          | Турнир                                                 | Дата             | Раунд | Время | Место                   | Примечание                        |
| ------------ | --------- | -------------------- | ------------------------------- | ------------------------------------------------------ | ---------------- | ----- | ----- | ----------------------- | --------------------------------- |
| Победа       | 23-13 (1) | Султан Каламахунов   | Сдача (скручивание пятки)       | A-Fight 3                                              | 26 февраля 2016  | 1     | 0:20  | Ставрополь, Россия      |                                   |
| Победа       | 22-13 (1) | Владимир Гинжу       | Сдача (скручивание пятки)       | A-Fight 2                                              | 4 декабря 2015   | 1     | 0:00  | Невинномысск, Россия    |                                   |
| Поражение    | 21-13 (1) | Юрий Изотов          | Сдача (гильотина)               | Oplot Challenge 108                                    | 21 февраля 2015  | 2     | 3:23  | Москва, Россия          |                                   |
| Победа       | 21-12 (1) | Эрман Кунгу          | Сдача (рычаг локтя)             | Pyatigorsk Fighting Championship 1: Russia vs. Poland  | 7 декабря 2013   | 1     | 0:38  | Пятигорск, Россия       |                                   |
| Поражение    | 20-12 (1) | Хуан Мануэль Суарес  | TKO (остановлен секундантом)    | M-1 Challenge 33: Emelianenko vs. Magomedov 2          | 6 июня 2012      | 2     | 5:00  | Джейрах, Россия         |                                   |
| Победа       | 20-11 (1) | Дэниел Мэдрид        | Сдача (скручивание пятки)       | M-1 Challenge 29: Samoilov vs. Miranda                 | 19 ноября 2011   | 2     | 1:24  | Уфа, Россия             |                                   |
| Победа       | 19-11 (1) | Уитни Жан-Франсуа    | Сдача (рычаг локтя)             | Ring of Combat 36                                      | 17 июня 2011     | 1     | 2:32  | Атлантик-Сити, США      |                                   |
| Поражение    | 18-11 (1) | Джордж Салливан      | Единогласное решение            | Ring of Combat 33                                      | 3 декабря 2010   | 3     | 4:00  | Атлантик-Сити, США      |                                   |
| Не состоялся | 18-10 (1) | Джошуа Кей           | NC (запрещёный удар)            | Ring of Combat 32                                      | 23 октября 2010  | 1     | 1:01  | Атлантик-Сити, США      |                                   |
| Поражение    | 18-10     | Эдуарду Памплона     | Решение большинства             | M-1 Challenge 15: Brazil                               | 9 мая 2009       | 2     | 5:00  | Сан-Паулу, Бразилия     |                                   |
| Поражение    | 18-9      | Бэ Мён Хо            | Сдача (удушение сзади)          | M-1 Challenge 12: USA                                  | 21 февраля 2009  | 2     | 2:12  | Такома, США             |                                   |
| Победа       | 18-8      | Романо де лос Рейес  | Единогласное решение            | M-1 Challenge 11: 2008 Challenge Finals                | 11 января 2009   | 3     | 5:00  | Амстелвен, Нидерланды   | Финал командного чемпионата мира. |
| Поражение    | 17-8      | Ким До Хён           | Сдача (удушение сзади)          | M-1 Challenge 9: Russia                                | 21 ноября 2008   | 2     | 0:57  | Санкт-Петербург, Россия |                                   |
| Победа       | 17-7      | Брэндон Магана       | Решение большинства             | M-1 Challenge 7: UK                                    | 27 сентября 2008 | 2     | 5:00  | Ноттингем, Англия       |                                   |
| Победа       | 16-7      | Янне Тулиринта       | TKO (руками по корпусу)         | M-1 Challenge 4: Битва на Неве 2                       | 27 июня 2008     | 2     | 0:56  | Санкт-Петербург, Россия |                                   |
| Поражение    | 15-7      | Бэ Мён Хо            | Единогласное решение            | The Khan 1                                             | 30 марта 2008    | 2     | 5:00  | Сеул, Южная Корея       |                                   |
| Поражение    | 15-6      | Фарук Лакебир        | Единогласное решение            | M-1: Slamm                                             | 2 марта 2008     | 2     | 5:00  | Алмере, Нидерланды      |                                   |
| Победа       | 15-5      | Абнер Льоверас       | Решение судей                   | M-1 MFC: Битва на Неве                                 | 21 июля 2007     | 3     | 5:00  | Санкт-Петербург, Россия |                                   |
| Победа       | 14-5      | Деррик Ноубл         | TKO (удары руками)              | Bodog Fight: Clash of the Nations                      | 14 апреля 2007   | 2     | 2:55  | Санкт-Петербург, Россия |                                   |
| Победа       | 13-5      | Чхве Сон Пиль        | Техническая сдача (рычаг локтя) | M-1 MFC: Russia vs. Korea                              | 20 января 2007   | 1     | 2:59  | Санкт-Петербург, Россия |                                   |
| Победа       | 12-5      | Кит Вишневски        | Раздельное решение              | Bodog Fight: USA vs. Russia                            | 2 декабря 2006   | 3     | 5:00  | Ванкувер, Канада        |                                   |
| Поражение    | 11-5      | Крис Лигуори         | TKO (удары руками)              | MFC: USA vs. Russia 3                                  | 3 июня 2006      | 3     | 2:14  | Атлантик-Сити, США      |                                   |
| Поражение    | 11-4      | Давид Барон          | TKO (удары руками)              | TKO (удары руками)                                     | 8 апреля 2006    | 2     | 3:12  | Санкт-Петербург, Россия |                                   |
| Победа       | 11-3      | Микко Суванто        | Сдача (рычаг локтя)             | The Cage Vol. 5: Winter War                            | 10 февраля 2006  | 1     | 0:39  | Лаппеэнранта, Финляндия |                                   |
| Победа       | 10-3      | Махтар Гуйе          | Сдача (рычаг локтя)             | M-1 MFC: Russia vs. France                             | 3 ноября 2005    | 1     | 3:19  | Санкт-Петербург, Россия |                                   |
| Поражение    | 9-3       | Гегард Мусаси        | Сдача (удушение сзади)          | M-1 MFC: International Fight Night                     | 5 февраля 2005   | 1     | 2:16  | Санкт-Петербург, Россия |                                   |
| Победа       | 9-2       | Александр Светлоусов | Сдача (удушение сзади)          | CIS: Кубок панкратиона                                 | 2 марта 2004     | 1     | 1:46  | Краснодар, Россия       |                                   |
| Победа       | 8-2       | Евгений Шлеменко     | TKO (удары руками)              | Кубок России по панкратиону                            | 8 февраля 2004   | 1     | 3:15  | Кисловодск, Россия      |                                   |
| Победа       | 7-2       | Ишхан Закарян        | Сдача (скручивание пятки)       | Кубок Северного Кавказа по панкратиону                 | 21 января 2004   | 1     | 3:35  | Черкесск, Россия        |                                   |
| Победа       | 6-2       | Ислам Каримов        | Единогласное решение            | CIS: Кубок панкратиона                                 | 26 июня 2003     | 3     | 3:00  | Тихорецк, Россия        |                                   |
| Победа       | 5-2       | Алексей Вакуленко    | Сдача (рычаг локтя)             | IAFC: Открытый Кубок России по панкратиону             | 17 апреля 2002   | 1     | 0:24  | Саратов, Россия         |                                   |
| Победа       | 4-2       | Сергей Зенов         | TKO (удары руками)              | IAFC: Открытый Кубок России по панкратиону             | 17 апреля 2002   | 1     | 1:12  | Саратов, Россия         |                                   |
| Победа       | 3-2       | Анатолий Панаев      | TKO (удары руками)              | IAFC: Открытый Кубок России по панкратиону             | 17 апреля 2002   | 1     | 2:32  | Саратов, Россия         |                                   |
| Поражение    | 2-2       | Амар Сулоев          | Сдача (рычаг локтя)             | IAFC: Чемпионат мира по панкратиону 2000 (день первый) | 28 апреля 2000   | 1     | 4:22  | Москва, Россия          |                                   |
| Поражение    | 2-1       | Магомед Джабраилов   | Сдача (удушение)                | IAFC: Чемпионат России по панкратиону 2000             | 9 апреля 2000    | 0     | 0:00  | Волгоград, Россия       |                                   |
| Победа       | 2-0       | Андрей Завьялов      | TKO (остановлен врачом)         | IAFC: Чемпионат России по панкратиону 2000             | 9 апреля 2000    | 1     | 4:15  | Волгоград, Россия       |                                   |
| Победа       | 1-0       | Асланбек Хасаев      | Единогласное решение            | IAFC: Чемпионат России по панкратиону 2000             | 9 апреля 2000    | 1     | 5:00  | Волгоград, Россия       |                                   |